# Lliga qatariana de futbol
La Lliga qatariana de futbol (oficialment anomenada Qatar Stars League) és la màxima competició futbolística de Qatar. És organitzada per l'Associació de Futbol de Qatar.
La màxima categoria ha passat de 9 clubs a 10 i a 12 per la temporada 2009-10. També hi ha una segona divisió. Un equip pot ascendir de la segona a la primera divisió a final de temporada.

## Història

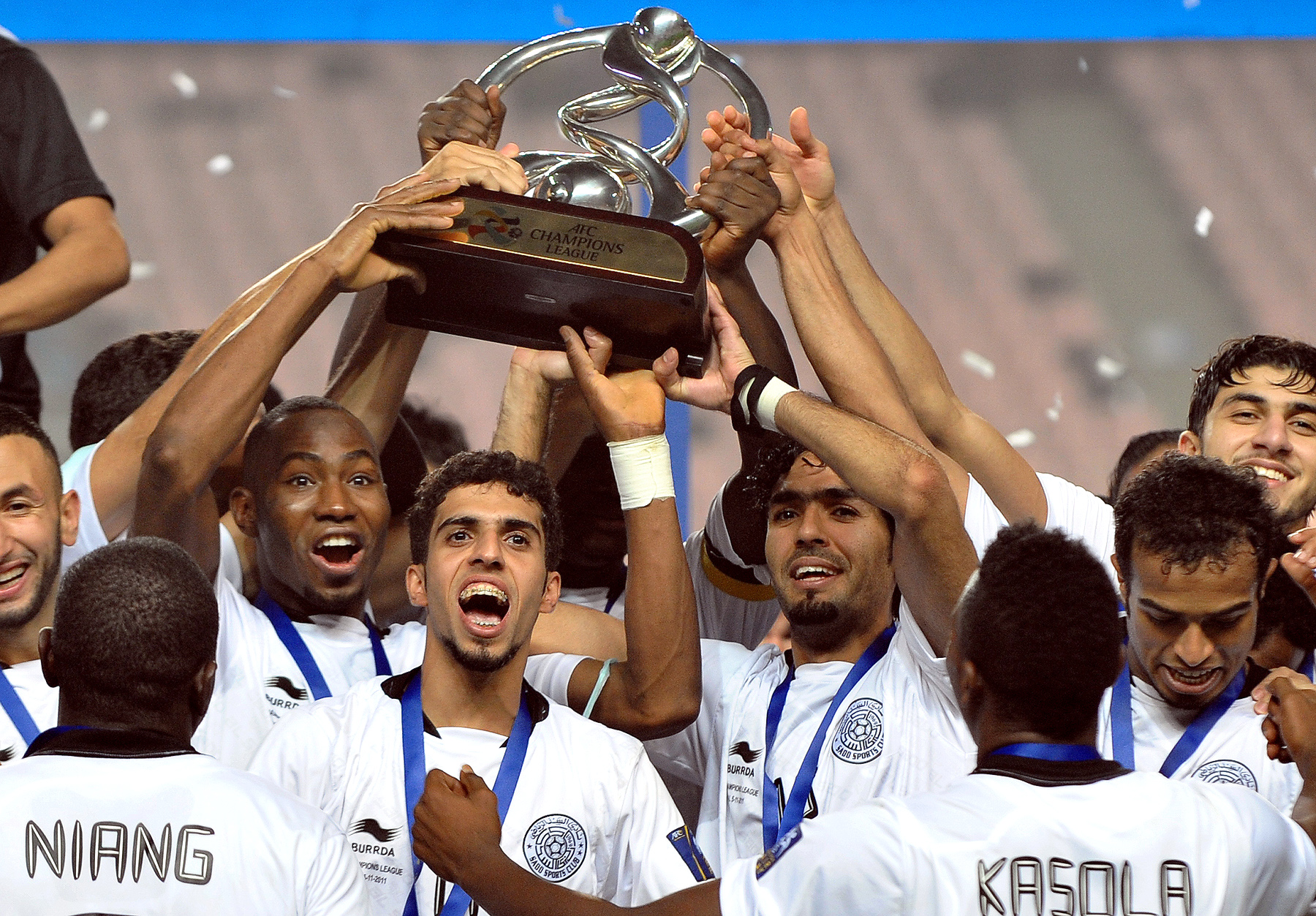
Al Sadd equip amb més èxit de la lliga.

La primera temporada no oficial de la lliga de Qatar va ser la temporada 1963–64, 3 anys després de la formació de la QFA. De la mateixa manera, també es va crear una segona divisió durant aquest temps. Durant molts anys, no hi va haver cap sistema de promoció o descens. Al-Maref, un club que representava el Ministeri d'Educació, va ser dissolt el 1966-67 per decisió de la QFA i els seus jugadors distribuïts a altres clubs.
El 1972–73 es va jugar la primera temporada oficial. Al Estaqlal, ara conegut com Qatar SC, va guanyar el primer campionat. La primera vegada que hi va haver un playoff pel campionat va ser el 1980, entre Al Sadd i Al Arabi. Al Sadd va guanyar el partit per 1-0. Pel que fa als ascensos i descensos, es van implantar l'any 1981.
El 1994, durant una temporada, la QFA va llançar un nou sistema de competició on els partits que acabaven en empats acabarien en una tanda de penals per determinar el guanyador. Això es va posar en marxa en un esforç per millorar l'assistència als estadis.
La temporada del 1990 es van dissoldre tres clubs de segona divisió: Al Nasr, Al Tadamon i Al Nahda. Molts dels seus jugadors es van distribuir a clubs de primera divisió i es van convertir en jugadors destacats de la història del futbol qatarià, com ara Fahad Al Kuwari, Ahmed Al Kuwari i Hamad Al Khalifa. Després de la dissolució d'aquests clubs, ja no hi va haver cap descens ni ascens durant cinc anys. El 1995-96, la segona divisió es va recuperar amb cinc clubs, mentre que hi havia deu clubs que participaven a la primera divisió.
L'any 2003, un segon intent de la QFA per desenvolupar la lliga va ser assignar a cada club de la Q-League una suma de 10.000.000 dòlars per comprar jugadors estrangers de gran renom amb la finalitat d'augmentar la popularitat de la mateixa. Va tenir èxit, i jugadors com Ronald de Boer i Frank de Boer, Pep Guardiola i Gabriel Batistuta aviat van aparèixer a la lliga. A més, el 2004 es va formar l'Aspire Academy, que proporciona equipaments d'entrenament als joves per tal de millorar l'estàndard futbolístic no només a Qatar, sinó també a nivell internacional. Molts jugadors notables s'han graduat de l'acadèmia, inclosos Abdelkarim Hassan, Saad Al Sheeb i Ibrahim Majid.
El 2009 no hi va haver descensos de primera, i amb l'ascens de dos clubs de segona, la primera categoria s'amplià a 12 equips.
A més, la lliga canvià de nom de Q-League a Qatar Stars League i inaugurà una nova copa anomenada Qatari Stars Cup.

## Historial
Font:
- 1963-64:  Al-Maref (1)
- 1964-65:  Al-Maref (2)
- 1965-66:  Al-Maref (3)
- 1966-67:  Al-Oruba (1)
- 1967-68:  Al-Oruba (2)
- 1968-69:  Al-Oruba (3)
- 1969-70:  Al-Oruba (4)
- 1970-71:  Al-Oruba (5)
- 1971-72:  Al-Sadd (1)
- 1972-73:  Al-Esteqlal (6)
- 1973-74:  Al-Sadd (2)
- 1974-75: no es disputà
- 1975-76:  Al-Rayyan (1)
- 1976-77:  Al-Esteqlal (7)
- 1977-78:  Al-Rayyan (2)
- 1978-79:  Al-Sadd (3)
- 1979-80:  Al-Sadd (4)
- 1980-81:  Al-Sadd (5)
- 1981-82:  Al-Rayyan (3)
- 1982-83:  Al-Arabi (1)
- 1983-84:  Al-Rayyan (4)
- 1984-85:  Al-Arabi (2)
- 1985-86:  Al-Rayyan (5)
- 1986-87:  Al-Sadd (6)
- 1987-88:  Al-Sadd (7)
- 1988-89:  Al-Sadd (8)
- 1989-90:  Al-Rayyan (6)
- 1990-91:  Al-Arabi (3)
- 1991-92:  Al-Ittihad (1)
- 1992-93:  Al-Arabi (4)
- 1993-94:  Al-Arabi (5)
- 1994-95:  Al-Rayyan (7)
- 1995-96:  Al-Arabi (6)
- 1996-97:  Al-Arabi (7)
- 1997-98:  Al-Ittihad (2)
- 1998-99:  Al-Wakrah (1)
- 1999-00:  Al-Sadd (9)
- 2000-01:  Al-Wakrah (2)
- 2001-02:  Al-Ittihad (3)
- 2002-03:  Qatar SC (8)
- 2003-04:  Al-Sadd (10)
- 2004-05:  Al-Gharrafa (4)
- 2005-06:  Al-Sadd (11)
- 2006-07:  Al-Sadd (12)
- 2007-08:  Al-Gharrafa (5)
- 2008-09:  Al-Gharrafa (6)
- 2009-10:  Al-Gharrafa (7)
- 2010-11:  Lekhwiya (1)
- 2011-12:  Lekhwiya (2)
- 2012-13:  Al-Sadd (13)
- 2013-14:  Lekhwiya (3)
- 2014-15:  Lekhwiya (4)
- 2015-16:  Al-Rayyan (8)
- 2016-17:  Lekhwiya (5)
- 2017-18:  Al-Duhail SC (6)
- 2018-19:  Al-Sadd (14)
- 2019-20:  Al-Duhail SC (7)
- 2020-21:  Al-Sadd (15)
- 2021-22:  Al-Sadd (16)
- 2022-23:  Al-Duhail SC (8)